# Andrey Amador
Andrey Amador Bikkazakova (San José, 29 augustus 1986) is een Costa Ricaans voormalige wielrenner.

## Carrière
In 2008 won Amador de proloog van de Ronde van de Toekomst, waardoor hij de eerste leider van de beloftenkoers werd. Een dag later moest hij zijn leiderstrui afstaan aan Dmitri Kosjakov, die met een voorsprong van bijna twee minuten op het peloton solo als eerste over de finish kwam.
In 2011 was Amador de eerste Costa Ricaan ooit die startte in de Ronde van Frankrijk. Hij rijdt vaak goed in de Ronde van Italië: in 2012 won hij, als eerste Costa Ricaan, een Giro-etappe en in 2015 eindigde hij als vierde in het eindklassement. In 2016 werd hij de eerste Costa Ricaan die de roze trui wist te veroveren. Hij behield die trui één dag en werd achtste in het eindklassement.
In de wegwedstrijd op de Olympische Spelen in Rio de Janeiro eindigde Amador op plek 54, op twintig minuten van winnaar Greg Van Avermaet.

## Belangrijkste overwinningen
2007
5e etappe Ronde van Navarra
2008
Proloog Ronde van de Toekomst
2012
14e etappe Ronde van Italië
2014
1e etappe Ronde van Spanje (ploegentijdrit)
2018
Klasika Primavera

## Resultaten in voornaamste wedstrijden
| Jaar | Ronde van Italië | Ronde van Frankrijk | Ronde van Spanje |
| ---- | ---------------- | ------------------- | ---------------- |
| 2009 |                  |                     |                  |
| 2010 | 41e              |                     |                  |
| 2011 |                  | 166e                |                  |
| 2012 | 29e (1)          |                     |                  |
| 2013 |                  | 54e                 |                  |
| 2014 | 110e             |                     | 30e              |
| 2015 | 4e               |                     | 40e              |
| 2016 | 8e               |                     |                  |
| 2017 | 18e              | 87e                 |                  |
| 2018 |                  | 50e                 | 93e              |
| 2019 | 39e              | 55e                 |                  |
| 2020 |                  | 77e                 | 42e              |
| 2021 |                  |                     |                  |
| 2022 |                  |                     |                  |
| 2023 |                  | 110e                |                  |
| 2024 |                  |                     |                  |

| Jaar | Milaan-San Remo | Gent-Wevelgem | Ronde van Vlaanderen | Parijs-Roubaix | Amstel Gold Race | Luik-Bast.‑Luik | Ronde van Lombardije | Waalse Pijl | Cyclassics Hamburg |  | WK op de weg |  | Wereldranglijsten |
| ---- | --------------- | ------------- | -------------------- | -------------- | ---------------- | --------------- | -------------------- | ----------- | ------------------ |  | ------------ |  | ----------------- |
| 2009 |                 |               |                      |                |                  |                 |                      |             | 61e                |  | opgave       |  |                   |
| 2010 |                 |               |                      |                |                  |                 |                      |             | 37e                |  |              |  |                   |
| 2011 | 135e            | 58e           | 98e                  | opgave         |                  |                 |                      |             |                    |  |              |  | 220e (UWT)        |
| 2012 | 57e             |               | 44e                  | 40e            |                  |                 |                      |             |                    |  | 121e         |  | 129e (UWT)        |
| 2013 | opgave          | 10e           | 59e                  |                | 42e              | opgave          | opgave               | 44e         | 36e                |  | opgave       |  | 108e (UWT)        |
| 2014 | opgave          | 59e           | 33e                  |                |                  |                 |                      |             |                    |  | 85e          |  | 91e (UWT)         |
| 2015 |                 |               |                      |                |                  |                 | opgave               |             |                    |  | 25e          |  | 50e (UWT)         |
| 2016 | 46e             | 36e           | 64e                  |                |                  |                 |                      |             |                    |  | 54e          |  | 74e (UWT)         |
| 2017 |                 |               |                      |                |                  |                 |                      |             |                    |  | opgave       |  | 168e (UWT)        |
| 2018 |                 | 83e           |                      |                | opgave           | 107e            |                      | opgave      |                    |  |              |  | 211e (UWT)        |
| 2019 |                 |               |                      |                | 83e              | 71e             |                      | 58e         |                    |  | 39e          |  | 459e (UWR)        |
| 2020 |                 |               |                      |                |                  |                 |                      |             |                    |  |              |  |                   |
| 2021 |                 | 90e           |                      |                |                  |                 |                      |             |                    |  |              |  |                   |
| 2022 |                 |               |                      |                |                  |                 |                      |             |                    |  |              |  |                   |
| 2023 |                 |               |                      |                |                  | 98e             |                      | 135e        |                    |  |              |  |                   |
| 2024 | 148e            |               |                      |                |                  |                 |                      |             |                    |  |              |  |                   |

### Resultaten in kleinere rondes
| Jaar | Tour Down Under | UAE Tour | Parijs-Nice | Tirreno-Adriatico | Ronde van Catalonië | Ronde van het Baskenland | Ronde van Romandië | Critérium du Dauphiné | Ronde van Zwitserland | Ronde van Polen | Benelux Tour | Ronde van Guangxi |
| ---- | --------------- | -------- | ----------- | ----------------- | ------------------- | ------------------------ | ------------------ | --------------------- | --------------------- | --------------- | ------------ | ----------------- |
| 2009 |                 |          | opgave      |                   |                     |                          | 117e               |                       | 49e                   | 66e             | 13e          |                   |
| 2010 |                 |          |             |                   |                     |                          |                    |                       |                       | 19e             | 70e          |                   |
| 2011 |                 |          |             | 56e               |                     |                          |                    | opgave                |                       |                 |              |                   |
| 2012 |                 |          |             | 58e               |                     |                          |                    | 26e                   |                       |                 | 28e          |                   |
| 2013 | 36e             |          |             | 8e                |                     |                          |                    |                       | 17e                   |                 |              | 50e               |
| 2014 |                 |          |             | 63e               |                     |                          |                    |                       |                       | 6e              |              |                   |
| 2015 |                 |          |             | 46e               |                     |                          | 36e                |                       |                       |                 | 53e          |                   |
| 2016 |                 |          |             | 87e               |                     |                          | 32e                |                       |                       | opgave          |              |                   |
| 2017 |                 |          |             | 20e               | opgave              |                          | 17e                |                       |                       |                 |              | 85e               |
| 2018 |                 |          |             | 39e               |                     |                          | 40e                |                       | 39e                   |                 |              |                   |
| 2019 |                 | 69e      |             |                   | 84e                 |                          | opgave             |                       |                       |                 |              |                   |
| 2020 |                 | 65e      |             |                   |                     |                          |                    |                       |                       |                 |              |                   |
| 2021 |                 | 123e     | 94e         |                   |                     | opgave                   | 75e                | 93e                   |                       | 77e             | 17e          |                   |
| 2022 |                 | 94e      | 59e         |                   |                     |                          | 50e                | 88e                   |                       |                 |              |                   |
| 2023 |                 | 39e      |             | opgave            | 103e                | 80e                      | 78e                | 100e                  |                       |                 | 26e          |                   |
| 2024 |                 |          |             |                   | opgave              |                          | opgave             |                       |                       |                 |              |                   |

## Ploegen
- 2006 –  Viña Magna-Cropu (vanaf 14-6)
- 2009 –  Caisse d'Epargne
- 2010 –  Caisse d'Epargne
- 2011 –  Movistar Team
- 2012 –  Movistar Team
- 2013 –  Movistar Team
- 2014 –  Movistar Team
- 2015 –  Movistar Team
- 2016 –  Movistar Team
- 2017 –  Movistar Team
- 2018 –  Movistar Team
- 2019 –  Movistar Team
- 2020 –  Team INEOS
- 2021 –  INEOS Grenadiers
- 2022 –  INEOS Grenadiers
- 2023 –  EF Education-EasyPost
- 2024 –  EF Education-EasyPost

Amador ·
Arroyo ·
Charteau ·
Costa ·
Coyot ·
Drujon ·
Erviti ·
García ·
Gutiérrez ·
Jeannesson ·
Kiryjenka ·
Lastras ·
López ·
Losada ·
Madrazo ·
Moreno ·
Pasamontes ·
Pereiro ·
F. Pérez ·
M. Pérez ·
Perget ·
Portal ·
Rodríguez ·
Rojas ·
Sánchez ·
Urán ·
Valverde ·
Zandio
Amador ·
Arroyo ·
Bruseghin ·
Cobo ·
Costa ·
Coyot ·
Drujon ·
Erviti ·
García ·
Gutiérrez ·
Jeannesson ·
Kiryjenka ·
Lastras ·
López ·
Losada ·
Madrazo ·
Moreau ·
Pasamontes ·
Pérez ·
Perget ·
Plaza ·
Rojas ·
Sánchez ·
Soler ·
Urán ·
Valverde ·
Zandio
Amador · 
Arroyo · 
Bruseghin ·  
Costa · 
Erviti · 
García · 
Gutiérrez · 
Herrada ·  
Intxausti · 
Iriarte · 
Kiryjenka · 
Konovalovas ·
Lastras · 
López · 
Madrazo · 
Oyarzún · 
Pardilla · 
Pasamontes · 
Pérez ·
Plaza · 
Rojas · 
Samojlaw · 
Sanz · 
Soler · 
Tondó (tot 23/05) ·  
Ventoso
Amador · 
Arroyo · 
Bruseghin · 
Castroviejo ·
Cobo · 
Costa · 
Erviti · 
Gutiérrez · 
Jesús Herrada ·  
José Herrada ·
Intxausti · 
Iriarte · 
Karpets · 
Kiryjenka · 
Konovalovas ·
Lastras · 
López · 
Madrazo · 
Moreno · 
Pardilla · 
Plaza · 
Quintana · 
Rojas · 
Samojlaw · 
Sanz · 
Valverde · 
Ventoso ·
Visconti · 
Angarita (stagiair)
Amador · 
Arroyo · 
Bruseghin · 
Capecchi · 
Castroviejo · 
Cobo · 
Costa  · 
Dowsett · 
Erviti · 
Jesús Herrada · 
José Herrada · 
Gutiérrez · 
Intxausti · 
Karpets · 
Lastras · 
Madrazo · 
Moreno · 
Pardilla · 
Plaza · 
Quintana · 
Rojas · 
Samojlaw · 
Sanz · 
Szmyd · 
Valverde · 
Ventoso · 
Visconti
Amador · Antón · Capecchi · Castroviejo · Dowsett · Erviti · Gadret ·  Gutiérrez · Jesús Herrada · José Herrada · Intxausti · G. Izagirre · J. Izagirre · Lastras · Lobato · Malori · Moreno · Plaza · D. Quintana · N. Quintana · Rojas · Sanz · Sütterlin · Szmyd · Valverde · Ventoso · Visconti
Amador · Anacona · Antón · Capecchi · Castroviejo · Dowsett · Erviti · Fernández · Gadret · Jesús Herrada · José Herrada · Intxausti · G. Izagirre · J. Izagirre · Lastras · Lobato · Malori · Moreno · D. Quintana · N. Quintana · Rojas · Sanz · Soler · Sutherland · Sütterlin · Valverde · Ventoso · Visconti
Amador · Anacona · Arcas · Betancur · Castroviejo   · Dowsett · Erviti · Fernández · Jesús Herrada · José Herrada · G. Izagirre · J. Izagirre · Lobato · Malori · D. Moreno · J. Moreno · Oliveira · Pedrero · D. Quintana · N. Quintana · Rojas · Soler · Sutherland · Sütterlin · Valverde · Ventoso · Visconti  · Carapaz (stagiair)
Amador · Anacona · Arcas · Barbero · Bennati · Betancur · Bico · Carapaz · Carretero · Castroviejo   · de la Parte · Dowsett · Erviti · Fernández · Jesús Herrada · José Herrada · Izagirre · Malori · Moreno · Oliveira · Pedrero · D. Quintana · N. Quintana · Rojas · Soler · Sutherland · Sütterlin · Valverde
Amador · Anacona · Arcas · Barbero · Bennati · Betancur · Bico · Carapaz · Carretero · Castrillo · de la Parte · Erviti · Fernández · Landa · Oliveira · Pedrero · D. Quintana · N. Quintana · Rojas · Rosón · Sepúlveda · Soler · Sütterlin · Valls · Valverde 
Amador · Anacona · Arcas · Barbero · Bennati · Betancur · Carapaz · Carretero · Castrillo · Erviti · Fernández · Landa · Mas · Oliveira · Pedrero · Prades · Quintana · Roelandts · Rojas · Rosón · Sepúlveda · Soler · Sütterlin · Valls · 
Valverde  · Verona
Amador · Basso · Bernal · Carapaz  · Castroviejo · Dennis   · Doull · Dunbar · Froome · Ganna   · Geoghegan Hart · Gołaś · Hayter · Henao · Kiryjenka (t/m 31 januari) · Knees · Kwiatkowski · Lawless · Moscon · Narváez · Puccio · Rivera · Rodriguez · Rowe · Sivakov · Sosa · Stannard · Swift · Thomas · Van Baarle · Wurf (vanaf 1 februari)
Amador · Van Baarle · Basso · Bernal · Carapaz  · Castroviejo · De Plus · Dennis · Doull · Dunbar · Ganna     · Geoghegan Hart · Gołaś · Hayter · Henao · Kwiatkowski · Martínez · Moscon · Narváez · Pidcock (vanaf 1 februari) · Porte ·  Puccio · Rivera · Rodriguez · Rowe · Sivakov · Sosa · Swift · Thomas · Wurf · Yates · Plapp (stagiair)
Amador · Bernal · Carapaz  · Castroviejo · De Plus · Dunbar · Fraile · Ganna   · Geoghegan Hart · E. Hayter · Heiduk · Kwiatkowski · Martínez · Narváez · Pidcock · Plapp · Porte ·  Puccio · Rivera · Rodriguez · Rowe · Sheffield · Sivakov · Swift · Thomas · Tulett · Turner · Van Baarle · Viviani · Wurf · Yates · L. Hayter (stagiair)
Amador · Bettiol · Bissegger   · Caicedo · Camargo · Carapaz · Carr · Carthy · Cepeda · Chaves · Cort · de Bod · Doull · Eiking · Healy · Honoré · Keukeleire · Kudus · Padun · Piccolo · Powless · Quinn · Rutsch · Scully · Shaw · Steinhauser · Urán · J. van den Berg · M. van den Berg · Wiśniowski · van der Lee (stagiair)
Amador · Beloki · Bettiol(tot 14/8) · Bissegger · Carapaz · Carr · Carthy · Cepeda · Chaves · Costa · de Bod · Doull · Healy · Honoré · Nerurkar · Piccolo(tot 21/6) · Powless · Quinn · Rafferty · Rootkin-Gray · Rutsch · Ryan · Shaw · Steinhauser · Sweeny · Todome · Urán · Valgren · van den Berg · van der Lee · Hlady (stagiair) · Lovidius (stagiair)